# 橙腹梅花雀
橙腹梅花雀（学名：Amandava subflava），是梅花雀科红梅花雀属的一种，分布于津巴布韦、加蓬、赞比亚、埃塞俄比亚、斯威士兰、几内亚比绍、贝宁、塞内加尔、乍得、马里、科特迪瓦、安哥拉、多哥、南非、毛里塔尼亚、卢旺达、喀麦隆、纳米比亚、塞拉利昂、加纳、中非共和国、尼日利亚、利比里亚、也门、肯尼亚、坦桑尼亚、布隆迪、刚果民主共和国、博茨瓦纳、刚果、几内亚、冈比亚、苏丹、马拉维、布基纳法索、乌干达、莱索托和莫桑比克。全球活动范围约为3,240,000平方千米。该物种的保护状况被评为无危。
橙腹梅花雀的平均体重约为7.5克。栖息地包括亚热带或热带的（低地）干草原、干燥的稀树草原、亚热带或热带的（低地）季节性湿润草原、耕地和湿地。